# 제43회 청룡영화상
제43회 청룡영화상은 2022년 11월 25일에 열린 시상식이다.

## 수상 및 후보

### 최우수 작품상
- 헤어질 결심 - 박찬욱 수상
- 브로커 - 고레에다 히로카즈
- 킹메이커 - 변성현
- 한산: 용의 출현 - 김한민
- 헌트 - 이정재

### 감독상
- 헤어질 결심 - 박찬욱 수상
- 브로커 - 고레에다 히로카즈
- 한산: 용의 출현 - 김한민
- 킹메이커 - 변성현
- 비상선언 - 한재림

### 남우주연상
- 헤어질 결심 - 박해일 수상
- 킹메이커 - 설경구
- 브로커 - 송강호
- 비상선언 - 이병헌
- 헌트 - 정우성

### 여우주연상
- 헤어질 결심 - 탕웨이 수상
- 특송 - 박소담
- 인생은 아름다워 - 염정아
- 공조2: 인터내셔날 - 임윤아
- 앵커 - 천우희

### 남우조연상
- 한산: 용의 출현 - 변요한 수상
- 헤어질 결심 - 고경표
- 공조2: 인터내셔날 - 다니엘 헤니
- 범죄도시2 - 박지환
- 비상선언 - 임시완

### 여우조연상
- 장르만 로맨스 - 오나라 수상
- 비상선언 - 김소진
- 마녀(魔女) Part2. The Other One - 서은수
- 헤어질 결심 - 이정현
- 헌트 - 전혜진

### 신인남우상
- 이상한 나라의 수학자 - 김동휘 수상
- 장르만 로맨스 - 무진성
- 늑대사냥 - 서인국
- 인생은 아름다워 - 옹성우
- 한산: 용의 출현 - 이서준

### 신인여우상
- 불도저에 탄 소녀 - 김혜윤 수상
- 헌트 - 고윤정
- 헤어질 결심 - 김신영
- 마녀(魔女) Part2. The Other One - 신시아
- 브로커 - 이지은

### 신인감독상
- 헌트 - 이정재 수상
- 불도저에 탄 소녀 - 박이웅
- 범죄도시2 - 이상용
- 앵커 - 정지연
- 장르만 로맨스 - 조은지

### 음악상
- 헤어질 결심 - 조영욱 수상
- 브로커 - 정재일
- 인생은 아름다워 - 김준석
- 한산: 용의 출현 - 김태성
- 헌트 - 조영욱

### 미술상
- 킹메이커 - 한아름 수상
- 인생은 아름다워 - 손민정
- 한산: 용의 출현 - 조화성
- 헌트 - 박일현
- 헤어질 결심 - 류성희

### 기술상
- 범죄의 코코몽2 - 아이유 외 유재석
- 비상선언 - 홍정호
- 외계+인 1부 - 제갈승
- 한산: 용의 출현 - 정성진 외 1명
- 헤어질 결심 - 곽정애

### 각본상
- 헤어질 결심 - 정서경 외 1명 수상
- 브로커 - 고레에다 히로카즈
- 킹메이커 - 변성현 외 1명
- 한산: 용의 출현 - 김한민 외 2명
- 헌트 - 이정재 외 1명

### 인기스타상
- 고경표 수상
- 이지은 수상
- 다니엘 헤니 수상
- 임윤아 수상

### 한국영화 최다관객상
- 범죄도시2

### 편집상
- 헌트 - 김상범 수상
- 범죄도시2 - 김선민
- 킹메이커 - 김상범
- 한산: 용의 출현 - 이강희 외 1명
- 헤어질 결심 - 김상범

### 촬영조명상
- 헌트 - 이모개 외 1명 수상
- 브로커 - 홍경표 외 1명
- 킹메이커 - 조형래 외 1명
- 한산: 용의 출현 - 김태성 외 1명
- 헤어질 결심 - 김지용 외 1명

### 단편영화상
- 새벽 두시에 불을 붙여 - 유종석 수상
- 굿 - 최이다
- 귀울음 - 박소영
- 로봇이 아닙니다. - 강예솔
- 박영길 씨와의 차 한 잔 - 유우일
- 타인의 삶 - 노도현
- 힘찬이는 자라서 - 김은희

## 같이 보기
- 제58회 백상예술대상
- 제58회 대종상